# Marian Mudder
 (janvier 2019).
Si vous disposez d'ouvrages ou d'articles de référence ou si vous connaissez des sites web de qualité traitant du thème abordé ici, merci de compléter l'article en donnant les références utiles à sa vérifiabilité et en les liant à la section « Notes et références ».
 (janvier 2019).
Marian Mudder, née le 8 janvier 1958 à Rotterdam, est une actrice néerlandaise.

## Filmographie

### Cinéma et téléfilms
- 1987 : Zeg 'ns Aaa (nl) : Diamantverkoopster
- 1987 : Nieuwe buren (nl) : Anna
- 1988 : Not Mozart : Lady of the house
- 1989-1990 : Medisch Centrum West (nl) : Gerda Casal
- 1990 : De nacht van de wilde ezels (nl) : Marouska
- 1990 : Parallax : Cissy
- 1990 : Opera Kino : La femme
- 1991 : Everybody wants to help Ernest : La petite ami
- 1991 : Openbaringen van een slapeloze (nl) : Anna Wierook
- 1991 : Meester Bleekbeen : Lena
- 1995 : Vrouwenvleugel (nl) : Nathalie Tellegen
- 1995 : Sylvia Millecam Show (nl) : Barbara van der Zwan
- 1995 : Madelief (nl) : La professeur
- 1995-2002 : Baantjer : Vera Prins
- 1996 : Het Zonnetje in Huis (nl) : Elvira Duran
- 1996 : Wereldberichten : La lectrice de nouvelles
- 1997 : Het recht van de zwakste : La voisine
- 1998 : Flodder (nl) : Lara van der Croft
- 1999 : Ben zo terug (nl) : Charlotte
- 2000 : Westenwind (nl) : Anouk du Mee
- 2000 : Hij en Julia (nl) : La sœur de Lonneke
- 2000 : Kees & Co (nl) : Nathalie Meetman
- 2001 : Goede daden bij daglicht : Marije
- 2001 : Isabelle : Isabelle
- 2001 : Loenatik (nl) : La Douanière Officier
- 2003 : So be it : Sam’s moeder
- 2003-2004 : IC : Anna Vermaas
- 2004-2005 : De Afdeling (nl) : Bettina
- 2006 : Baantjer : Vera Prins
- 2006 : Hotnews.nl (nl) : La rédactrice en chef
- 2006 : Voetbalvrouwen (nl) : Natasja
- 2006 : Lotte : Louise Mitchell
- 2008 : Verborgen gebreken (nl) : Wendelien van Praag
- 2009 : Flikken Maastricht : Anika Bjorkvors
- 2010 : Gooische Frieten (nl) : Rôle inconnu
- 2011 : Sketch Up : Betty
- 2011 : Goede tijden, slechte tijden : Docteur Samantha van Londen
- 2012 : Sinterklaasjournaal (nl) : L'agente
- 2013 : Verliefd op Ibiza (nl) : Marla
- 2013 : Sophie's Web (nl) : La coach de santé
- 2014 : Hè, gezellig : La femme au supermarché
- 2014 : Fashion Planet (nl) : Jane Gargiulo
- 2015 : Meiden van de Herengracht (nl) : Judith Kramer
- 2016 : Heer & Meester (nl) : Hester Goedkoop
- 2017 : Hotel de grote L (nl) : La cliente de l'hôtel
- 2018 : Force : Sonja Steenwijk
- 2019 : Ninja Nanny (nl) : Major

## Animation
- 1988 : Op je ogen Présentatrice